# Шевченкове Перше (Чугуївський район)
Шевче́нкове Перше — село в Україні, у Вовчанській міській громаді Чугуївського району Харківської області.
Населення становить 319 осіб. До 2020 орган місцевого самоврядування — Бугаївська сільська рада.

## Географія
Село Шевченкове Перше знаходиться на березі  річки Сухої, яка через 6 км впадає в Печенізького водосховища (річка Сіверський Донець), на річці велика загата, село витягнуто вздовж річки на 5 км. На відстані 2 км розташовані села Березники і Вишневе.

## Історія
1650 — засноване як село Дякове.
1921 — перейменоване в село Шевченкове Перше.
12 червня 2020 року, відповідно до Розпорядження Кабінету Міністрів України  № 725-р «Про визначення адміністративних центрів та затвердження територій територіальних громад Харківської області», увійшло до складу Вовчанської міської громади.
19 липня 2020 року, в результаті адміністративно-територіальної реформи та ліквідації Вовчанського району, село увійшло до складу Чугуївського району.

## Відомі люди
Уродженцями села є:
- Саєнко Василь Тарасович (1920—1988) — Герой Радянського Союзу.
- Шестопалов Володимир Мусійович (1938—2001) — український актор, народний артист УРСР.